# Grijze korstzakpijp
De grijze korstzakpijp (Diplosoma listerianum), ook wel geleikorstzakpijp genoemd, is een zakpijpensoort uit de familie van de Didemnidae. De wetenschappelijke naam van de soort werd in 1841, als Leptoclinum listerianum, voor het eerst geldig gepubliceerd door Henri Milne-Edwards.

## Beschrijving
De grijze korstzakpijp is een koloniale zakpijpensoort die dunne (0,2 cm) platte, zachte geleiachtige korsten vormt, soms meer dan 10 cm in doorsnede. Ze zijn doorschijnend met verspreide bruine of grijze gepigmenteerde cellen. De individuele zakpijpen (zoïden) zijn 2 mm lang en zijn gegroepeerd rond een gemeenschappelijke grote uitstroomopening (cloaca sifo). De uitstroomopeningen zijn iets verhoogd en niet altijd zichtbaar van bovenaf. Elke zoïde heeft vier rijen stigmata-filtertoevoeropeningen, die vaak bijna volledig worden blootgesteld vanwege de brede atriale opening.

## Verspreiding
De grijze korstzakpijp is een cryptogene soort, ofwel waarvan het oorsprongsgebied onbekend is. Deze wijdverspreide soort komt voor in Groot-Brittannië, de westkust van Europa en aan de kusten van de Middellandse Zee. De grijze korstzakpijp kan gevonden worden vanaf de laagwaterlijn tot ongeveer 80 meter diep. In 1977 werd de grijze korstzakpijp voor het eerst gevonden in de Oosterschelde en sindsdien algemeen geworden. Sedert 1990 is deze soort ook in het Grevelingenmeer en in de Waddenzee waargenomen.